# Генерал Тошево
Генерал Тошево (буг. Генерал Тошево, рум. Sfântu Dumitru) град је у Републици Бугарској, у крајње североисточном делу земље, седиште истоимене општине Генерал Тошево у оквиру Добричке области.

## Географија
Положај: Генерал Тошево се налази у крајње североисточном делу Бугарске, на граници са Румунијом — 12 km северно од града. Од престонице Софије град је удаљен 500 km источно, а од обласног средишта, Добрича град је удаљен 25 km североисточно.
Рељеф: Област Генерал Тошева се налази на бугарској делу Добруџе. Град се налази у средишњој брежуљкастој области, на приближно 230 m надморске висине.
Клима: Клима у Генерал Тошеву је континентална.
Воде: Генерал Тошево је смештено у области без већих водотока.

## Историја
Област Генерал Тошева је првобитно било насељено Трачанима, а после њих овом облашћу владају стари Рим и Византија. Јужни Словени ово подручеје насељавају у 7. веку. Од 9. века до 1373. године област је била у саставу средњовековне Бугарске.
Крајем 14. века област Генерал Тошева је пала под власт Османлија, који владају облашћу 5 векова. Град се тада назива Кас'мкјој.
Године 1878. град је постао део савремене бугарске државе. Насеље постоје убрзо средиште окупљања за села у околини, са више јавних установа и трговиштем. Између два светска рата Генерал Тошево је био у саставу Румуније.

## Становништво
По проценама из 2007. године Генерал Тошево је имало око 7.400 становника. Огромна већина градског становништва су етнички Бугари. Остатак су махом Роми и Турци. Последњих деценија број становника у граду опада.
Претежан вероисповест месног становништва је православље, а мањинска ислам.

## Партнерски градови
- Мангалија
- Bolhrad